# 남궁
남궁(南宮)씨는 중국과 한국의 성씨다. 남궁씨는 2015년 대한민국 통계청 인구주택총조사에서 21,308명으로 조사되어 성씨 인구 91위이며, 한국의 복성 중 가장 인구가 많다. 본관은 함열(咸悅) 단본이다.

## 기원
남궁(南宮)씨는 본래(本來) 황족(皇族)인 희성(姬姓)이었다. 은(殷)나라 때 남(南)쪽 궁(宮)에 살았다하여 남궁(南宮)으로 성(姓)을 정하였다고 한다.
남궁씨의 도시조(都始祖)는 남궁괄(南宮适)이다. 남궁괄은 주 문왕(周文王)의 사우(四友) 중 한 사람이다. 그가 대장군(大將軍)으로 있을 때 폭군(暴君)인 은(殷) 나라 주왕(紂王-BC1154 ~ 1111)에 의해서 투옥(投獄)된 문왕(文王)을 기지(機智)를 발휘하여 구해내기도 하였다. 그는 무왕(武王)을 도와 은나라를 멸망시키고 주(周)를 건국(建國)한 공신(功臣)으로 이상서(二尙書)에 오르고 한 지방을 식읍으로 받아 다스리게 되었으며 그 곳의 지명(地名)을 그의 성(姓)을 따라 남궁현(南宮縣)이라 하였다고 전한다. 춘추시대(春秋時代) 공자(孔子)의 사위가 된 남궁괄(括)과는 동명이인(同名異人)이다.

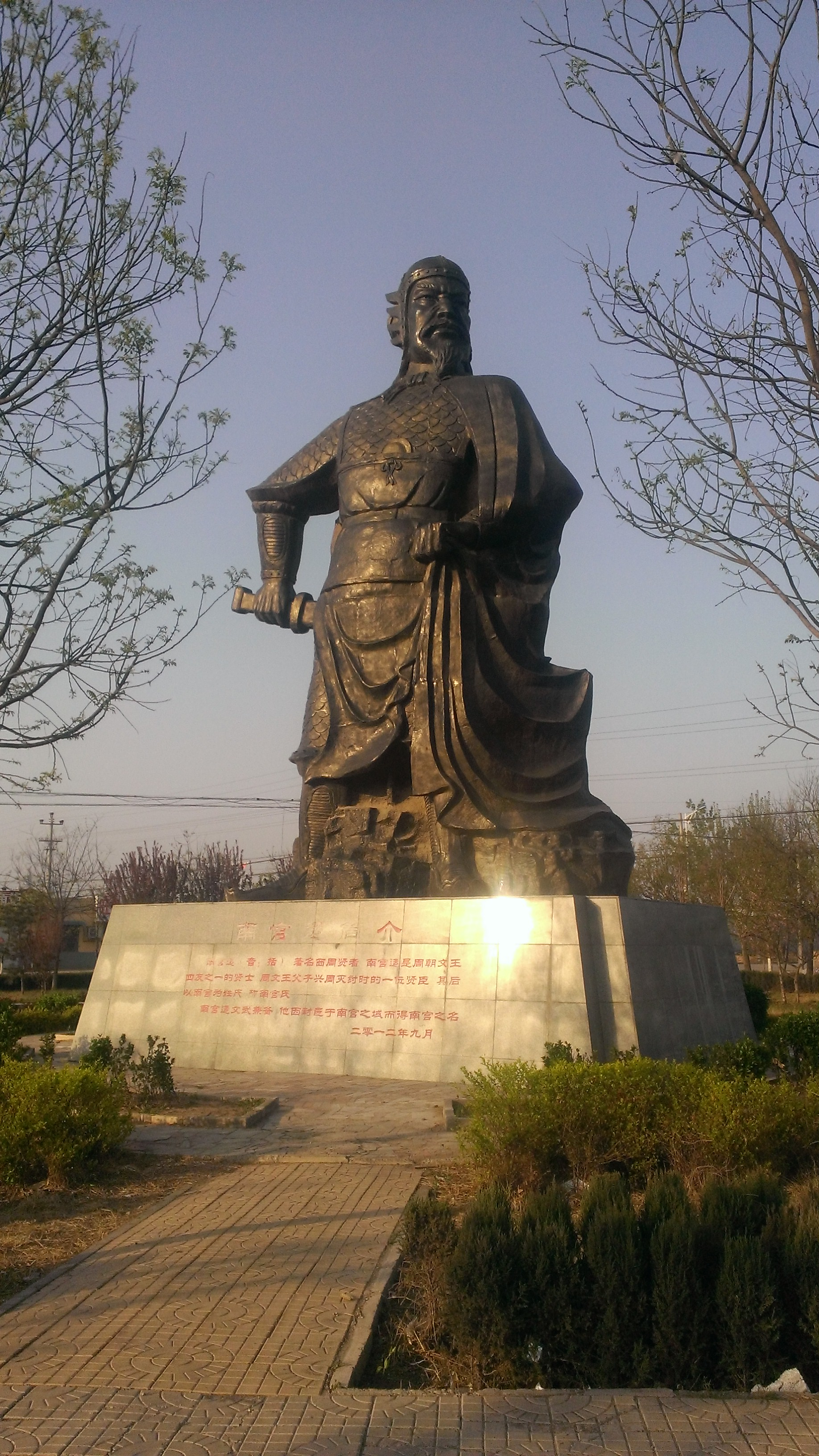
중국 하북성(河北省) 남궁시(南宫市)에 있는 남궁괄(南宮适) 조각상

한국 남궁씨의 원조(遠祖)는 주(周) 나라의 남궁수(南宮修)이다. 남궁수는 기자(箕子)와 함께 조선에 동래(東來)하면서 평양(平壤)을 중심으로 조선(朝鮮)을 건국(建國)하고 사도(司徒)의 직(職)에 올라 백성들에게 시서(詩書)와 예악(禮樂)을 가르쳤으며, 음식의 예법(禮法)과 제사(祭祀)에는 편두(祭器)를 쓰게 하며 의관제도(衣冠制度)와 직제(職制)를 중국과 같게 하였다고 한다.

## 함열 남궁씨
함열 남궁씨(咸悅 南宮氏)의 시조 남궁원청(南宮元淸)은 991년(고려 성종 10년) 대장군(大將軍)으로서 여진족을 백두산(白頭山) 북방까지 몰아내는 등 많은 전공을 세워 문하시중평장사(門下侍中平章事)에 임명되고 감물아백(甘勿阿伯)에 봉해졌다. 감물아(甘勿阿)는 전라북도 익산시 함열읍의 백제시대 지명이다.
이후 세보가 실전되어 그의 후손 남궁득희(南宮得禧)를 기세조로 한다. 남궁득희의 증손 남궁민(南宮敏)이 1336년(고려 충숙왕 복위 5년) 문과에 장원급제하여 간의대부(諫議大夫)를 지냈다. 6세손 남궁계(南宮啓)가 문음(門蔭)으로 출사하여 종2품 중추원부사(中樞院副使)에 이르렀고, 1401년(조선 태종 1년) 좌명원종공신(佐命原從功臣)에 책록되었다.
함열 남궁씨는 조선시대 문과 급제자 15명을 배출하였다. 9세손 남궁찬(南宮璨)과 10세손 남궁숙(南宮淑)이 관찰사를 역임하고, 11세손 남궁침(南宮枕)은 명종 때 한성부판윤(漢城府判尹)과 형조참판(刑曹參判)에 올랐다.